# M1 Garand
L'M1 Garand (ufficialmente designato U. S. rifle, caliber .30, M1, poi rinominato in Rifle, Caliber .30, M1, oppure US Rifle, Cal. .30, M1) è un fucile semiautomatico camerato per la cartuccia .30-06 Springfield, progettato presso la Springfield Armory ed usato dalle forze armate statunitensi dal 1936 al 1957.
Il nome del fucile deriva dall'inventore John Garand e fu uno dei primi fucili semiautomatici adottati da un esercito nazionale.
Definito "il più rilevante implemento bellico mai introdotto" dal generale George Smith Patton, rimpiazzò il bolt-action M1903 come fucile di servizio per poi venire a sua volta rimpiazzato nel 1957 dal fucile da battaglia M14. Venne utilizzato anche durante la seconda guerra mondiale e la guerra di Corea, e prese parte ad azioni di combattimento limitate anche nella guerra del Vietnam. L'arma fu usata estesamente fino al 1963 con una graduale riduzione fino al 1976. Ad oggi rimane in servizio solo come arma da addestramento e/o parata.

## Storia

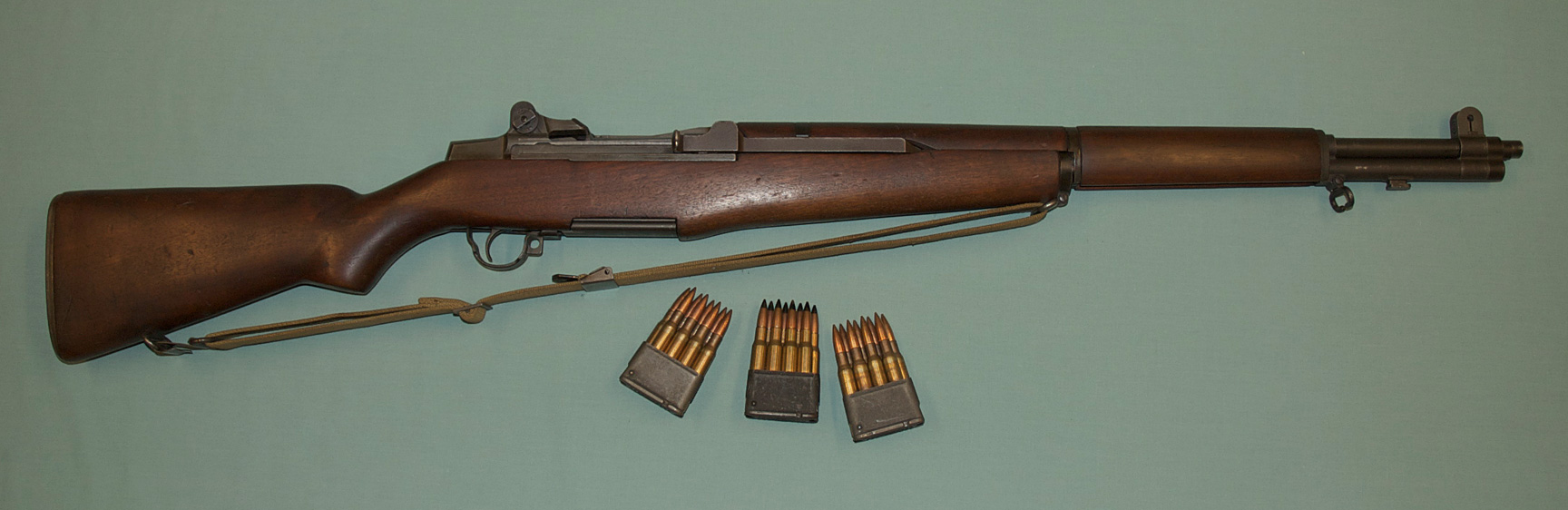
Un fucile M1 con tre clip en-bloc.

Sebbene lo U.S. Army si fosse già interessato ai fucili semiautomatici con il progetto di Bang e Murphy-Manning del 1911, e vi fossero stati esemplari di arma in pre-produzione nel 1916, l'origine del Garand M1 va datata al 1919, quando gli eserciti di tutto il mondo si resero conto che le normali munizioni da fucile erano troppo potenti per le usuali distanze d'ingaggio. Le prove degli anni '20 ebbero al loro centro la munizione .276, molto più piccola della già esistente .30-06.

### Sviluppo
Il franco-canadese John Garand andò a lavorare negli Stati Uniti, alla Springfield Armory, e cominciò il suo lavoro su un fucile operato a rinculo (più esattamente l'arma avrebbe usato la detonazione della polvere per far arretrare il bossolo che avrebbe a sua volta costretto l'otturatore ad aprirsi) nel 1919. Nel 1924, ventiquattro fucili identificati come M1922, furono assemblati dalla Springfield. Nel 1925, a Fort Benning, vennero effettivamente testati in competizione con i modelli proposti da Berthier, Hatcher-Bang, Thompson e Pedersen (gli ultimi due erano in realtà armi ad apertura ritardata). Questo portò ad ulteriori prove per un Garand migliorato e denominato M1924 contro il Thompson Autorifle, ma le prove non fornirono risultati validi. Nel marzo 1927, i test di prova eseguiti dalla cavalleria non riportarono alcun vincitore tra M1903, il fucile di Garand e il Thompson Autorifle. Questo spinse Garand a tentare con un fucile operato a gas (brevettato ufficialmente da Garand il 12 aprile 1930) e camerato per il nuovo proiettile .276.
Nei primi mesi del 1928, fanteria e cavalleria condussero prove con il nuovo T1 Pedersen (camerato per il proiettile .276 Pedersen), definendolo "molto promettente" nonostante l'uso di munizioni lubrificate, sistema condiviso con l'arma di Thompson. Il 13 agosto 1928, una serie di test congiunti tra esercito, marina e USMC analizzarono il Thompson Autorifle, le due varianti (fanteria e cavalleria) del Pedersen T1, il Garand M1924 e il Bang .256 ma il 21 settembre si giunse nuovamente alla conclusione che non vi fosse un vincitore assoluto. A Garand venne però suggerito di abbandonare il modello .30 per dedicarsi al nuovo calibro .276.

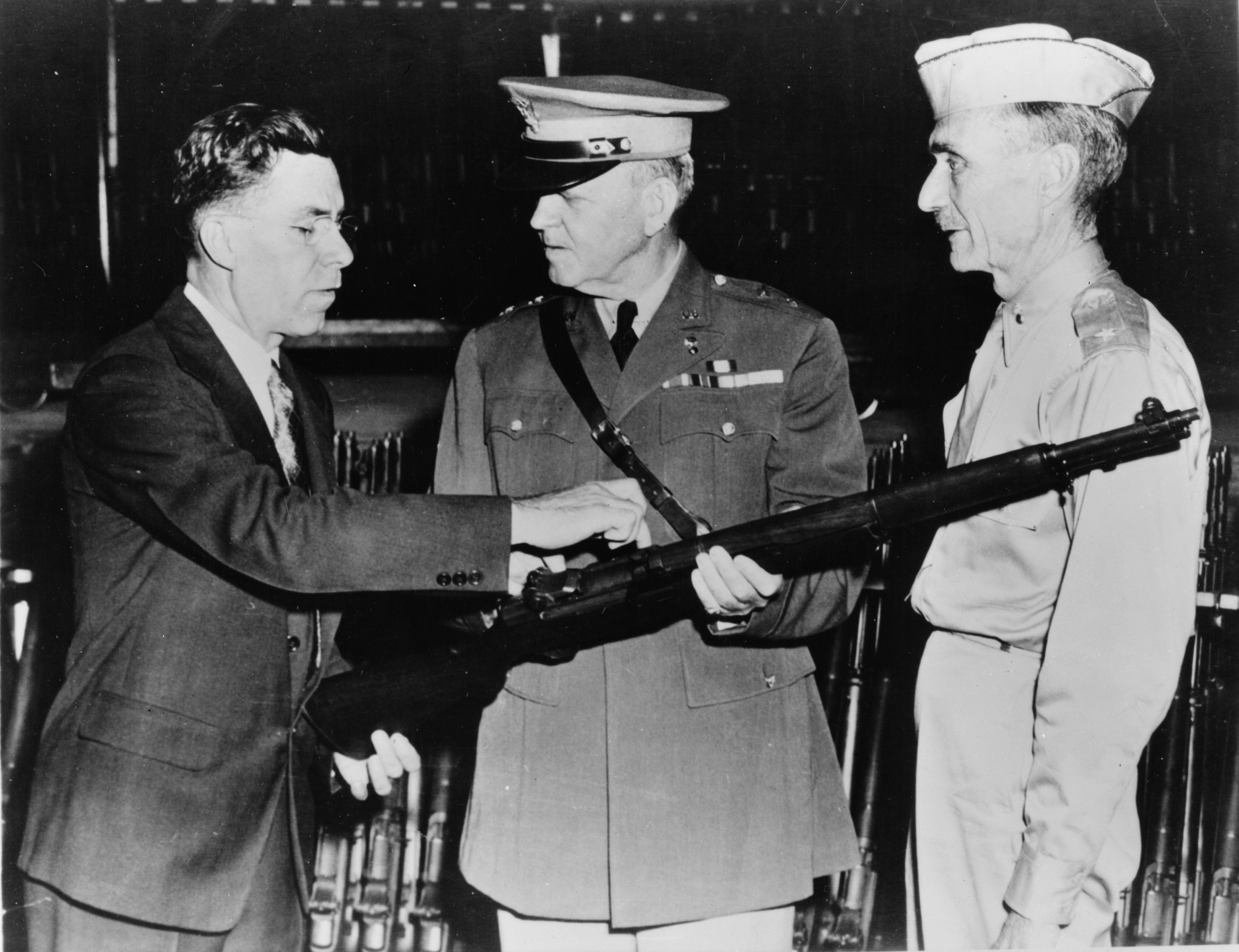
John Garand presenta le caratteristiche della sua arma ai generali delle forze armate americane.

Un ulteriore test condotto dall'SRB nel giugno 1929 (test che includeva tra gli altri i fucili di Browning, Colt-Browning, Garand, Holek, Pedersen, Rheinmetall e un prototipo incompleto proposto da White) portò a concludere che i lavori sul Garand .30 potevano essere ripresi e il primo T1E1 fu ordinato il 14 novembre 1929.
Venti T3E2 camerati per il .276 vennero costruiti per competere con il T1 Pedersen nel 1931. Il fucile di Garand fu il vincitore indiscusso dello scontro. Fu anche testato il prototipo camerato per il .30 ma l'arma fu ritirata in seguito alla rottura dell'otturatore il 9 ottobre 1931. Un incontro del 1932 raccomandò l'adozione del nuovo calibro .276 e la produzione di circa 125 T3E2. Nel frattempo, Garand aveva rivisto il suo otturatore e il modello T1E2 venne sottoposto nuovamente a test. Il giorno dopo la conclusione con successo di tale test, il generale Douglas MacArthur dichiarò pubblicamente di non apprezzare alcun cambiamento di calibro, soprattutto visto che vi erano ingenti scorte di munizioni .30 M1 in magazzino. Il 25 febbraio 1932, John B Shuman, parlando a nome del Segretario di Guerra, ordinò l'interruzione di qualunque lavoro sulla munizione .276 e tutti i relativi fucili, per reindirizzare i fondi all'individuazione e correzione dei difetti del prototipo di Garand.
Il 3 agosto 1933, il T1E2 venne rinominato ufficialmente Semi-automatic Rifle, Caliber .30, M1. Nel maggio 1934, settantacinque fucili vennero consegnati per le prove sul campo (50 alla fanteria, 25 alla cavalleria). Furono individuati numerosi problemi, costringendo alla modifica dell'arma prima che potesse essere definitivamente adottata il 7 novembre 1935, e poi standardizzata il 9 gennaio 1936. Il primo modello prodotto fu testato in ogni aspetto il 21 luglio 1937.
Le difficoltà di produzione ritardarono la consegna all'esercito fino al settembre 1937. La produzione alla Springfield cominciò nello stesso mese con un ritmo di 10 fucili al giorno e raggiunse la media di 100 fucili al giorno nel giro di due anni. Pur essendo entrato in produzione, tuttavia, i problemi non erano finiti. La canna, il cilindro per i gas e il mirino anteriore vennero riprogettati ed entrarono in produzione nel 1940. Tutti i Garand già prodotti vennero riconvertiti, come era accaduto anche per il precedente M1903 e come accadrà poi con il nuovo M16. Nonostante l'intoppo, la produzione dei Garand aumentò nel 1941, raggiungendo le 600 unità giornaliere ed equipaggiando completamente l'esercito americano per la fine del 1941.

### L'entrata in servizio
In seguito allo scoppio della Seconda guerra mondiale in Europa, alla Winchester fu assegnato un contratto di produzione per 65.000 fucili da consegnare entro il 1943. Anche l'esercito britannico valutò la possibilità di adottare l'M1 Garand come possibile rimpiazzo per il suo Lee-Enfield No.1 Mk III, ma l'idea venne scartata quando alcuni test dimostrarono l'inaffidabilità dell'arma a contatto col fango. Fu una delle tante situazioni in cui gli inglesi dichiararono inadeguato l'equipaggiamento americano subito prima che gli americani usassero lo stesso con risultati eccellenti.
Il funzionamento semiautomatico dell'M1 conferì alle forze statunitensi un significativo vantaggio nella potenza di fuoco (in un conflitto dove tedeschi, italiani e giapponesi erano rimasti fedeli all'uso di armi bolt-action. L'arma permetteva ai soldati di sparare 8 colpi in successione senza muovere le mani e perdere di vista il bersaglio. L'impatto di questo fucile a fuoco rapido spinse sia gli alleati che l'Asse allo sviluppo di nuove armi semiautomatiche e automatiche per armare i loro eserciti.
La maggior parte dei Garand fu sottoposto a revisione e riparazione subito dopo la guerra. Mentre gli Stati Uniti si stavano impegnando nella Guerra di Corea il Dipartimento della Difesa giudicò ancora necessaria la produzione di fucili M1. La Springfield si propose per la produzione, ma i contratti finirono stavolta alla International Harvester (che da sola produsse 337.623 fucili) e alla Harrington & Richardson. L'ultimo lotto di Garand fu prodotto dalla Springfield Armory nel 1957 usando parti già disponibili e che necessitavano solo di essere assemblate. Gli strumenti della Winchester furono in seguito impiegati dalla Beretta in Italia.

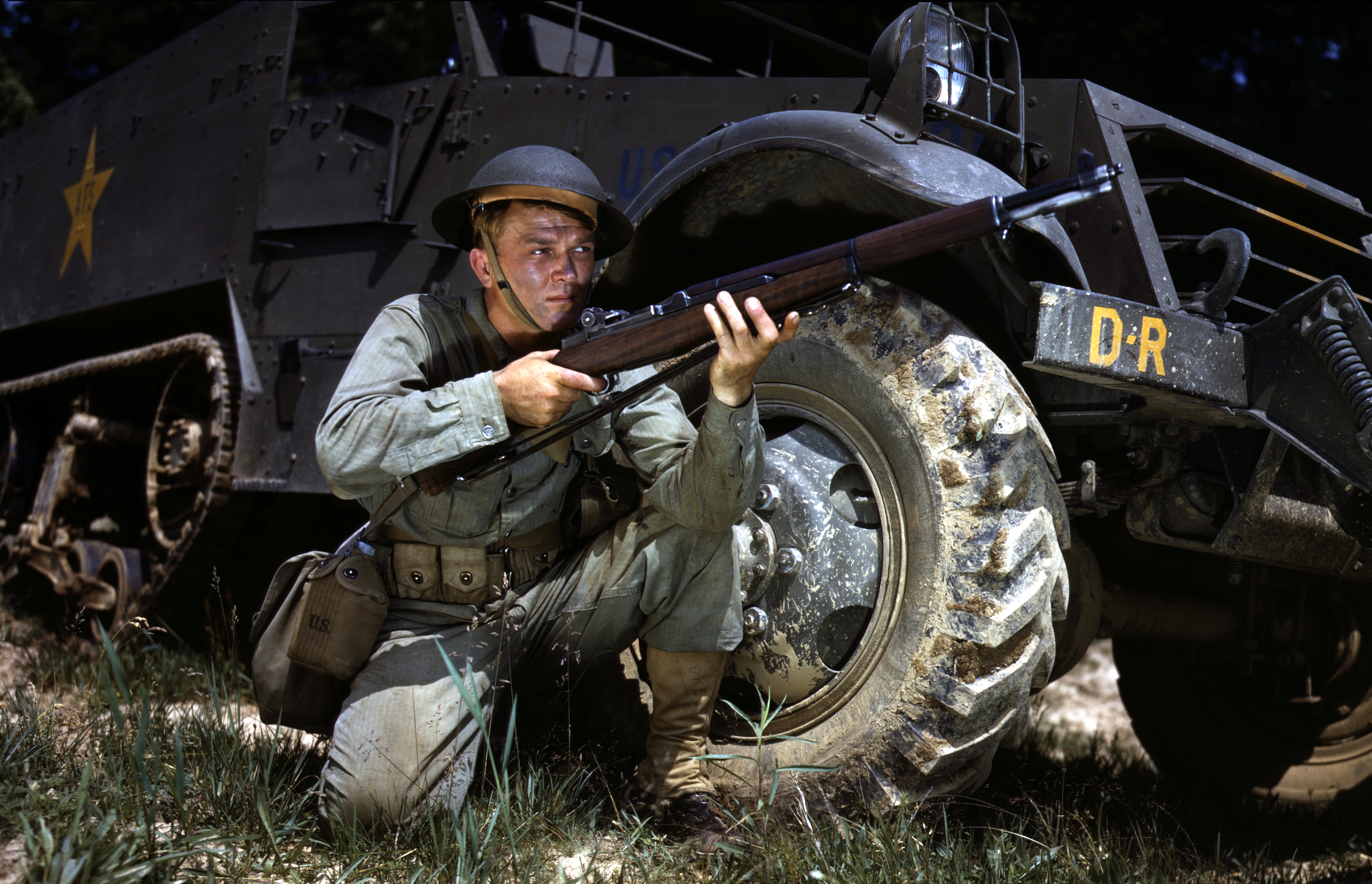
Soldato statunitense fotografato nel 1942 mentre impugna un M1 a Fort Knox, Kentucky.

L'M1 si dimostrò un eccellente fucile per tutta la Seconda guerra mondiale e durante la Guerra di Corea. Molte nazioni ricevettero le eccedenze americane, tra cui: Repubblica Federale Tedesca, Italia, Giappone, Danimarca, Grecia, Turchia, Iran e Vietnam del Sud. La maggior parte dei fucili ceduti alle potenze alleate provenivano dai lotti prodotti dalla Harvester Corporation nel periodo 1956-1959.
Alcuni Garand vennero usati ancora durante la Guerra del Vietnam nel 1963. Nonostante l'adozione dell'M14 nel 1957, la sostituzione completa dei Garand non avvenne fino al 1965 (ad eccezione della variante da tiratore scelto, entrata in uso durante la Seconda guerra mondiale e usata fino alla fine della Guerra del Vietnam). In alcuni rami delle forze armate l'arma è rimasta in servizio fino agli anni '70 quando non oltre.

Alcuni reparti di addestramento o cerimoniali utilizzano ancora l'M1 Garand: ricordiamo l'USMC Silent Drill Team, la Guardia Reale Norvegese, la Guardia d'Onore dell'Aviazione statunitense e la Guardia presidenziale greca.

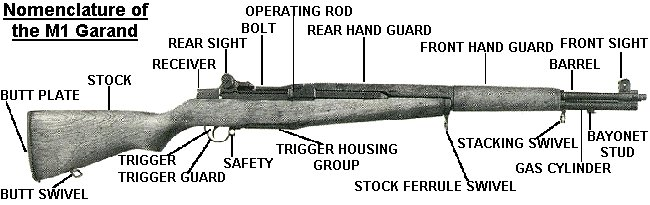
Il fucile M1 con etichette che ne evidenziano le parti fondamentali.

Per gli standard moderni, il sistema di alimentazione del Garand risulta superato. Gli ufficiali richiesero espressamente che l'arma non avesse un caricatore amovibile. Si credeva infatti che tale caricatore sarebbe stato facilmente perso dalle truppe (la stessa perplessità che suscitò cinquant'anni prima il Lee-Enfield britannico), e che avrebbe causato malfunzionamenti in caso di sporcizia o detriti (entrambe cose che si rivelarono false dopo l'adozione della Carabina M1). Come risultato, John Garand sviluppò un sistema che usava una clip en-bloc da inserire dall'alto all'interno del caricatore interno. Sebbene la soluzione fosse in accordo con quanto richiesto, essa portò anche ad un aumento considerevole del peso dell'arma, senza contare che era difficoltoso caricare i colpi manualmente senza clip.
Inizialmente, il fucile di Garand era camerato per il nuovo .276 Pedersen usando clip da 10 colpi. Solo in seguito fu ricamerato per il più comune .30-06 Springfield. Con tale munizione la gittata effettiva dell'arma fu innalzata a 500 m, e con l'uso di munizioni perforanti si potevano infliggere ferite mortali fino a 800 m di distanza. A causa del maggiore diametro del proiettile, però, la nuova clip conteneva 8 colpi invece dei classici 10.

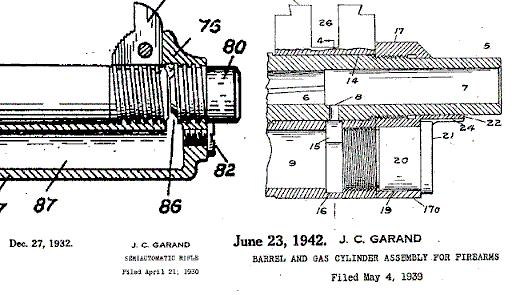
Due brevetti di John Garand che riportano il progetto originale del meccanismo di sottrazione dei gas e la successiva modifica ed evoluzione

Il progetto originale per l'M1 usava un sistema di gas molto complicato (definito gas-trap) che prevedeva una camera di recupero gas in prossimità della volata, ma la soluzione fu scartata in favore di una semplice foratura della canna per il recupero dei gas. Dato che quasi tutti i fucili furono riconvertiti, gli esemplari pre-1939 con il sistema gas-trap sono molto ambiti dai collezionisti. In entrambi i sistemi, i gas in espansione venivano reindirizzati nel cilindro sotto la canna. Qui esercitavano pressione su un pistone a lunga corsa attaccato alla leva di armamento. Il movimento all'indietro della barra forzava la rotazione dell'otturatore (tenuto in chiusura da due protrusioni) e la sua apertura. La molla di recupero permetteva poi il ritorno in posizione delle varie componenti.

## Caratteristiche

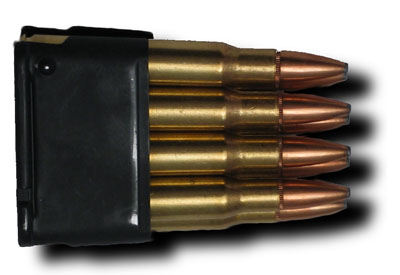
La clip en-bloc del fucile M1 caricata con otto cartucce .30-06 Springfield.

È un fucile semiautomatico operato a gas, tramite clip en-bloc. e raffreddato ad aria. L'alimentazione avviene tramite inserimento di clip en-bloc da 8 colpi nel caricatore integrato, e quando l'ultimo colpo viene sparato la clip vuota viene espulsa con uno scatto segnalato da un ping metallico.
Il peso varia dai 4,31 ai 4,63 kg (a seconda del tipo di cinghia e della densità del legno utilizzato per la calciatura) - notevolmente più alto rispetto a quello di uno Springfield M1903. La lunghezza era di 1.107 mm. L'arma è alimentata tramite clip en-bloc da otto colpi calibro .30-06. All'espulsione dell'ultima cartuccia, l'otturatore si blocca in posizione di apertura. È comunque possibile espellere una clip parzialmente esaurita aprendo manualmente l'otturatore e premendo il pulsante di rilascio sul lato sinistro dell'arma. Sebbene oggigiorno criticata, la clip en-bloc fu un'innovazione notevole per l'epoca. L'idea di un caricatore amovibile fu scartata e la clip en-bloc era economica e affidabile. Altri fucili dell'epoca usavano un caricatore interno ricaricabile dall'alto: gli esempi classici sono il Johnson M1941, l'ormai obsoleto Krag–Jørgensen, Mauser Karabiner 98k e i fucili inglesi Lee-Enfield n°1 e n°4.
La capacità del fucile di sparare rapidamente le potenti munizioni .30-06 si rivelò un vantaggio notevole in combattimento. In Cina, le cariche banzai giapponesi avevano troppo spesso avuto successo a causa di truppe cinesi male addestrate ed equipaggiate con fucili bolt-action. Armati con gli M1, i soldati americani potevano scatenare un volume di fuoco quasi doppio rispetto alla controparte cinese. Nei combattimenti ravvicinati nella giungla, dove era facile incrociare il nemico disposto in colonna, la grande capacità di penetrazione della palla .30-06 M2 permetteva di abbattere anche tre nemici con un solo colpo. Il rateo di fuoco del Garand, nelle mani di un soldato esperto, permetteva di sparare 40-50 colpi mirati al minuto sui 300 m e lo rendeva il fucile più rapido della Seconda guerra mondiale, primato che mantenne fino all'introduzione dell'StG 44 nel 1944.
L'espulsione della clip generava un riconoscibile "ping" metallico. Durante la Seconda guerra mondiale, nacque la leggenda secondo cui tedeschi e giapponesi sfruttassero tale suono per capire quando gli americani stessero ricaricando. La voce girò talmente tanto che i vertici militari si impegnarono per sviluppare una nuova clip in plastica che non emettesse tale rumore caratteristico, ma nessuna di queste nuove soluzioni venne mai accettata. Secondo molti soldati, il suono era inudibile durante il combattimento e anche se lo fosse stato non sarebbe comunque risultato utile visto che altri soldati avrebbero potuto essere nelle vicinanze pronti a far fuoco. Altra convinzione diffusa, ma probabilmente falsa, è che gli americani lanciassero a terra di proposito le clip vuote per ingannare il nemico.
L'M1 fu uno dei primi fucili ad usare l'acciaio inossidabile per il tubo dei gas, nel tentativo di prevenirne la corrosione. Dato che il metallo inossidabile non è parkerizzabile, i tubi dei gas venivano anneriti tramite bruciatura ma la finitura si rovinava con l'uso. Se non riannerito, il tubo lucido avrebbe reso il fucile, e di conseguenza l'operatore, ben visibile al nemico. L'M1 era stato progettato per rendere il più semplice possibile lo smontaggio (e il rimontaggio) e la manutenzione, due azioni che non richiedono strumenti specifici.
L'affidabilità dell'M1 può essere aumentata limando leggermente il condotto di alimentazione e alcuni angoli della chiusura e della leva di armamento. Il miglioramento più evidente lo si ottiene applicando vetroresina all'interno del calcio per una migliore precisione.

## Funzionamento

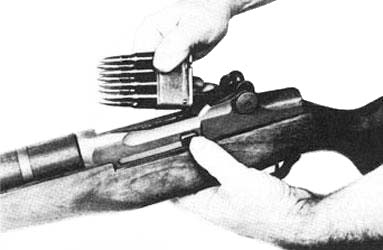
Caricamento manuale di un Garand tramite clip en bloc.

Il Garand M1 si carica con clip da 8 colpi. Una volta sparato l'ultimo colpo, l'otturatore si blocca in apertura con conseguente espulsione della clip vuota.. Confrontata con i moderni caricatori rimovibili, la clip en-bloc è semplice e leggera, con l'unico accorgimento di rivolgere i proiettili nella giusta direzione (alto e basso non sono un problema, in quanto la clip non ha orientamento in quel senso)

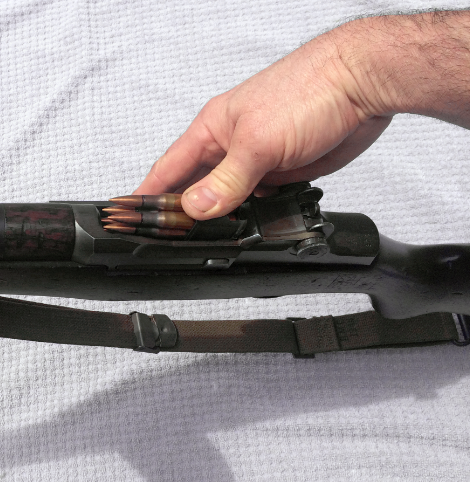
Il processo di caricamento del Garand tramite clip en-bloc.

Una volta inserita la clip, l'otturatore si chiude in automatico appena si toglie pressione dalla clip, camerando il colpo e preparando il fucile al fuoco. Sebbene non assolutamente necessario, è buona norma posizionare la mano in modo da tenere arretrato l'otturatore, per evitare chiusure dolorose sul pollice ancora nel caricatore.
La sicura dell'M1 è posizionata a cavallo della parte anteriore della guardia e consiste di una semplice placca metallica che oscilla avanti e indietro tramite un perno. In avanti l'arma è pronta a sparare, quando dentro la guardia la sicura è invece inserita. Contrariamente alla credenza comune, è possibile espellere una clip non esaurita tramite un pulsante sul lato sinistro del castello mentre si tiene aperto l'otturatore. Con un po' di pratica è anche possibile riuscire a caricare singoli colpi all'interno di una clip all'interno dell'arma, ma la procedura è rischiosa in quanto la presenza di eventuali detriti potrebbe inficiare il corretto funzionamento dell'arma. La strada migliore è quindi quella di espellere una clip parziale ed inserirne una nuova. In seguito furono introdotte speciali clip da 2 o 5 colpi per il mercato civile o particolari sistemi di caricamento che rimanevano all'interno del fucile una volta esauriti i colpi.
In battaglia, il manuale dell'esercito consigliava di scaricare tutti gli otto colpi per poi inserire una nuova clip. Lo "spreco" di munizioni, grazie anche ad un sistema logistico ben organizzato, non era considerato un male estremo, a meno che l'unità non si trovasse in condizioni di isolamento e accerchiata da nemici. L'arma si rivelò laboriosa nel lancio di granate poiché si doveva espellere la clip di munizioni .30-06, caricare la clip da granate, sparare la granata, espellere la clip da granate e reinserirne una di .30-06.
Si raccomanda di non utilizzare polveri a combustione lenta e munizioni pesanti. È un problema che riguarda specialmente coloro che ricaricano le munizioni a mano, dato che la pressione della polvere lenta potrebbe esercitare troppa forza sul pistone, piegandone la barra e di conseguenza inficiando la precisione dell'arma. Il Garand è usato in maniera ottimale con munizioni da 150 grani, la classica Ball, Caliber .30, M2. Tuttavia, esistono oggi in commercio particolari valvole da applicare al cilindro e che permettono quindi l'uso di munizioni diverse riducendo la pressione sul cilindro e la barra.

## Accessori
Vi furono numerosi accessori commercializzati per il Garand, sia ufficiali che non. Diverse baionette potevano essere montate sull'arma: M1905 (sia la variante da 406 che da 254 mm), M1942 (406 mm), M1 (254 mm) e M5 (152 mm),
Era anche disponibile il lanciagranate M7 da montare alla volata della canna. Si prendeva la mira tramite il sistema M15 da agganciare sul lato sinistro dell'arma appena più avanti della guardia grilletto. Accessori per la pulizia e la manutenzione erano riponibili in due cavità cilindriche ricavate nel calcio dell'arma. A causa delle limitazioni delle clip en-bloc il lancio delle granate da 22 mm veniva evitato, e si usava per lo scopo un classico M1903.
La cinghia M1907 in due pezzi fu l'accessorio più usato durante la Seconda guerra mondiale. Nel 1943 fu introdotta una nuova cinghia kaki che divenne via via più comune. Un altro accessorio fu il grilletto invernale, sviluppato durante la Guerra di Corea. Si trattava di un piccolo meccanismo montato dietro la guardia che permetteva al tiratore di premere il grilletto anche con guanti invernali che rendevano impossibile infilare il dito nell'apposito spazio.

## Varianti

### Tabella riassuntiva
| Designazione U.S. Army | Descrizione |
| ---------------------- | --- |
| T1                     | Il primo prototipo |
| T1E1                   | Fucile per i test. L'otturatore dell'arma si danneggiò nella prova del 1931 |
| T1E2                   | Designazione di prova per il Garand con sistema gas-trap (simile a quello che sarà poi tentato nel G 41 tedesco) |
| M1                     | Modello standard, identico al T1E2. Cambiamenti successivi al sistema dei gas non portarono ad un cambiamento di designazione |
| M1E1                   | Variante dell'M1 con modifiche all'angolazione delle camme della leva di azionamento |
| M1E2                   | Variante dell'M1 con slitta e ottica prismatica |
| M1E3                   | Variante dell'M1 con otturatore dotato di camme rotante (il sistema che sarà più avanti usato nell'M14) |
| M1E4                   | Variante dell'M1 con pistone saldato alla leva di azionamento |
| M1E5                   | Variante dell'M1 con canna da 18 pollici (457 mm) e calcio pieghevole per truppe aviotrasportate e carristi |
| M1E6                   | Variante dell'M1 per tiratori scelti |
| M1E7/M1C               | Variante dell'M1E6 con ottica M73 a 2,2 ingrandimenti (più avanti sostituita con le più moderne M81, M82 ed M84) montata su supporto Griffin & Howe disassato a sinistra rispetto alla canna                                                                                                |
| M1E8/M1D               | Variante dell'M1E7 con ottica M82 (possibile anche l'uso di ottiche M84) montata subito davanti all'otturatore, sopra la canna, tramite un sistema ideato dalla Springfield che permetteva lo smontaggio rapido dell'ottica, ma richiedeva un poggia-guancia per un uso agevole del sistema |
| M1E9                   | Variante dell'M1, simile all'M1E4, con pistone separato dalla barra di azionamento |
| M1E10                  | Variante dell'M1 con sistema a presa diretta di gas Ljungman |
| M1E11                  | Variante dell'M1 con pistone a corsa corta modello Tappet |
| M1E12                  | Variante dell'M1 a presa diretta di gas |
| M1E13                  | Variante dell'M1 con sistema di gas White |
| M1E14                  | Variante dell'M1 ricamerata per il proiettile T65 da 7,62 × 51 mm |
| T20                    | Conversione a fuoco selettivo dell'M1 ideata da John Garand con corpo modificato per poter alimentare l'arma con i caricatori del B.A.R. |
| T20E1                  | Variante del T20 che utilizza caricatori appositamente prodotti. |
| T20E2                  | Altra variante del T20 con caricatori proprietari utilizzabili ne B.A.R. ma non viceversa. |
| T20E2HB                | Variante del T20E2 con canna pesante (Heavy Barrel) |
| T22                    | Variante dell'M1 con conversione per il fuoco selettivo operata dalla Remington e alimentazione tramite caricatore |
| T22E1                  | Variante del T22, differenze ignote |
| T22E2                  | Variante del T22, differenze ignote |
| T22E3HB                | Variante del T22 con calcio angolato verso l'alto per ridurre il rilevamento durante il fuoco, canna pesante e controlli del T27 |
| T23                    | Variante dell'M1 con calcio angolaro verso l'alto (come il T22E3HB) e alimentazione tramite clip standard |
| T25                    | Variante rimasta allo stato di prototipo, presentava un calcio simile a quello visto sull'FG42 tedesco, in linea con la canna |
| T26                    | Variate con canna da 18 pollici (457 mm) e calcio standard pensata per l'uso aviotrasportato. |
| T27                    | Conversione a fuoco selettivo effettuata dalla Remington (conversione effettuabile anche su armi già prodotte), meccanismo del selettore identico a quello del modello T22E3 |
| T31                    | Variante sperimentale in configurazione bullpup |
| T35                    | Variante ricamerata per il 7,62 × 51 mm NATO, ricaricabile con due stripper clip da 5 colpi |
| T36                    | Variante del T20E2 ricamerata per il 7,62 × 51 mm NATO usando canne del T35 e caricatori del T25 |
| T37                    | T36 con reindirizzamento gas spostato |

### Versioni demilitarizzate
| Nomenclatura                         | N° Stock         | Descrizione |
| ------------------------------------ | ---------------- | --- |
| Rifle, Inert, Caliber .30, M1        | 1005-00-599-3289 | Demilitarizzato con canna fissa. Usato a scopo d'istruzione dalla USAF. |
| Rifle, Training Aid, Caliber .30, M1 | 1005-01-061-2456 | Demilitarizzato con canna fissa. A scopo d'istruzione. |
| Rifle, Ceremonial, Caliber .30, M1   | 1005-01-095-0085 | La valvola del cilindro dei gas è rimossa e il cilindro stesso è saldato per impedire la riconversione. La canna è saldata al castello. L'arma è convertita da semiautomatica a ripetizione manuale e può sparare solamente colpi a salve. L'otturatore deve essere operato manualmente per espellere i bossoli e riarmare il colpo. Usato nelle cerimonie e nelle parate. |
| Rifle, Dummy Drill, Caliber .30, M1  | 1005-01-113-3767 | Demilitarizzato con canna saldata al castello. Usato a scopo d'istruzione dal ROTC. |

Le varianti demilitarizzate presentano modifiche che ne impediscono la riconversione. La vite di bloccaggio del sistema di gas è saldata al cilindro dei gas e il canale del percussore è riempito tramite saldatura e reso inutilizzabile. La canna viene forata in più punti e poi saldata al castello.

### I fucili di precisione M1C e M1D
Molte delle varianti del Garand, ad eccezione dei modelli di precisione, non videro mai servizio attivo. Le versioni di precisione erano state modificate per accettare ottiche e ne vennero prodotte due versioni: M1C (o M1E7) e M1D o (o M1E8). L'unica differenza tra le due varianti è il tipo di supporto per ottica. Nel giugno 1944 l'M1C venne adottato dallo U.S. Army per affiancare l'ormai vecchio M1903A4. La produzione a fine guerra ammontava a soli 7.971 esemplari.

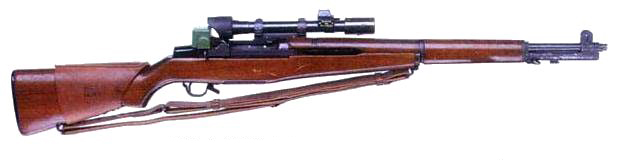
Rifle, Cal. 30, M1C con mirino ottico M84 e proteggi-diottra.

La procedura richiesta per l'installazione del supporto dell'M1C (ovvero la foratura del castello e l'inserimento di viti) andò a minare la precisione dell'arma e non furono trovati metodi per scongiurare la cosa. Questo portò allo sviluppo dell'M1D, che impiegava un sistema di montaggio più semplice prodotto dalla Springfield e agganciato direttamente alla canna dell'arma piuttosto che al castello. L'M1C fu usato per la prima volta in maniera estesa durante la Guerra di Corea. La produzione durante il conflitto fu di 4.796 M1C e 21.380 M1D ma pochi esemplari del nuovo modello arrivarono in tempo.

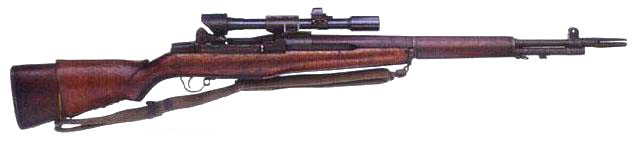
Rifle, Cal. 30, M1D con mirino ottico M84 e spegnifiamma T-37.

Il Corpo dei Marines adottò ufficialmente l'M1C nel 1951. Lo USMC 1952 Sniper's Rifle (o, più in breve, MC52) era essenzialmente un M1C che montava un'ottica Stith Bear Cub prodotta dalla Kollmorgen Optical Company con la designazione militare Telescopic Sight Model 4XD-USMC. Anche l'MC52 arrivò tardi per essere usato nel conflitto, ma rimase in uso fino alla Guerra del Vietnam, quando venne rimpiazzato nuovamente dai più efficaci bolt-action. Anche la U.S. Navy impiegò il Garand, ricamerato però per il 7,62 mm NATO.
Il soppressore di fiamma conico M2 adottato il 25 gennaio 1945 aveva la tendenza a sfilarsi dalla canna e doveva essere tenuto in posizione tramite l'attacco della baionetta. Più tardi giunse il nuovo T37, ma la sua tendenza a ridurre la precisione dell'arma lo rese impopolare e fu rapidamente abbandonato.

### M1E5 e T26

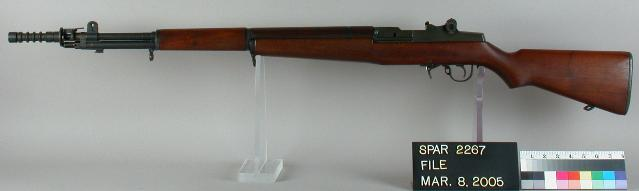
Il modello T20E2 prevedeva un selettore di fuoco ed era progettato per essere alimentato con i caricatori da 20 colpi in dotazione al B.A.R.

Due varianti interessanti che però non videro mai servizio attivo furono l'M1E5 e il T26 (popolarmente noto come Tanker Garand). L'M1E5 presenta un calcio pieghevole, mentre il T26 ha il calcio standard ma una canna corta da 457 mm. Il nome Tanker fu anche impiegato dopo la guerra sul mercato civile per identificare tutte quelle versioni modificate di Garand. Un'altra variante mai impiegata attivamente fu il T20E2, modificata così da poter usare i caricatori del B.A.R. e con selettore di fuoco (semiautomatico e automatico).
Il T26 nacque a seguito di numerose richieste da parte delle forze armate di un Garand a canna corta per l'uso nella giungla o su veicoli. Nel luglio 1945 il colonnello William Alexander richiese la produzione urgente di 15.000 M1 in formato carabina per la guerra nel Pacifico. Per enfatizzare la necessità di un'azione rapida, richiese alle fabbriche delle Filippine di produrre 150 fucili con canne da 457 mm per una prova sul campo, mentre allo stesso tempo ne inviò uno tramite corriere speciale in America per dimostrare che era possibile accorciare l'arma senza problemi. Sebbene il T26 non sia mai stato approvato per la produzione, almeno uno di questi fucili fu impiegato nelle filippine dalle truppe del 503º Reggimento Paracadutisti (503rd PIR).

### Produzione Beretta
Negli anni '50, la Beretta produsse il Garand in Italia su commissione NATO, usando gli strumenti della Winchester che furono spediti dagli Stati Uniti. I fucili vennero denominati Model 1952 e la produzione italiana finì per dare origini a diverse varianti, la più nota delle quali è la serie BM59.

### Arsenale di Terni
Moltissimi Garand in 30.06 vennero convertiti in calibro 7,62 x 51 nato dall'arsenale di Terni alla fine degli anni '50. Furono prodotte due versioni:
Il Garand T1 (tipo 1) a cui veniva interamente cambiata la canna con una in calibro 7,62 x 51, progetto poi abbandonato per via dell'elevato costo dell'operazione.
Il Garand T2 (tipo 2) a cui veniva tagliata una porzione di canna e poi ri-filettata e venivano accorciati astina e calciatura di circa 12mm. Altra operazione necessaria era la sostituzione dell'asta di armamento.
Questi fucili possono avere la culatta riportante il marchio di diversi produttori (Breda, Beretta ecc) e riportano il marchio F.A.T. (Fabbrica Armi Terni)

## Eredità
L'M1 Garand fu il diretto predecessore dell'M14 che finì per rimpiazzarlo. I giapponesi cominciarono lo sviluppo di una copia modificata del Garand, noto come Type 5, verso la fine della Seconda guerra mondiale, sebbene tale arma non raggiunse mai la fase di produzione. Negli anni '50, la Beretta produsse la serie di fucili BM59, prodotta poi in seguito su licenza anche in Indonesia con il nome SP-1. La Ruger produce tuttora il fucile Mini-14 che usa lo stesso sistema di funzionamento del Garand, anche se ridotto di dimensioni. Esteticamente simile all'M14, il Mini-14 è camerato per il proiettile 223.
Nonostante il nome possa trarre in inganno, non vi è parentela tra il Garand M1 e la carbine M1, l'unica cosa in comune è l'otturatore rotante. Altri fraintendimenti possono sorgere dalle abbreviazioni usate per altre armi, dove la M indica la parola Model, come il mitra Thompson M1 e il carro armato M1.

## Uso civile

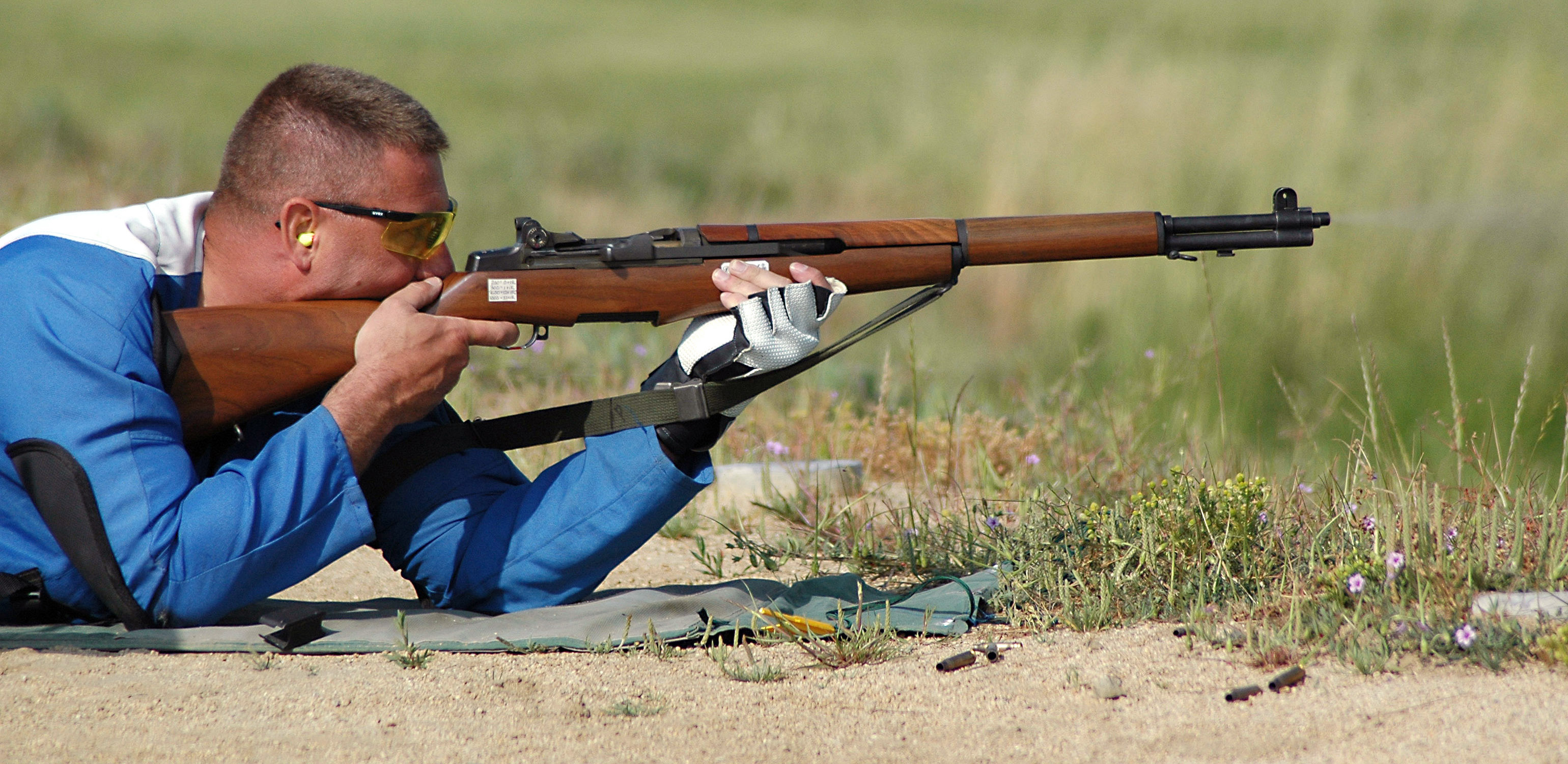
Membro della Guardia Costiera statunitense in una competizione sportiva armato di National Match M1

Nel 2009, l'amministrazione Obama approvò l'idea della Corea del Sud di esportare 850.000 armi negli Stati Uniti (inclusi 87.000 Garand) per la vendita sul mercato civile, ma il progetto venne bloccato nel marzo 2010. Solo nel gennaio 2012 la vendita è potuta procedere, con la Corea che si guadagna il primato in quanto è riuscita a vendere agli Stati Uniti decine di migliaia di M1 tra il 1986 e il 1994.
Nell'agosto 2013, l'amministrazione Obama ha vietato qualunque ulteriore importazione di armi americane, inclusi gli M1. tale divieto non riguarda il ritorno di armi prestate ai governi alleati e infatti molte delle armi di surplus derivano da questi rientri. Tuttavia, tutte le armi civili e militari importate negli U.S.A. dopo il 30 gennaio 2002 devono per obbligo presentare su canna e castello il nome dell'importatore. Tutto ciò riduce significativamente il valore di un'arma militare rispetto a quelle non marcate, dato che si altera lo stato originale del pezzo.
I Garand di surplus e le copie realizzate dopo la Guerra sono popolari fra gli appassionati in tutto il mondo. Nel 2013 il fucile personale del presidente John F. Kennedy è stato venduto alla Rock Island Auction Company (RIA). Il fucile, numero seriale 6086970 era stato acquistato da Kennedy nel 1959.

## Utilizzatori

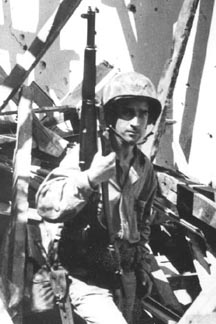
Un marine americano con un M1 fotografato a Guam, nel Pacifico occidentale, nel 1944.

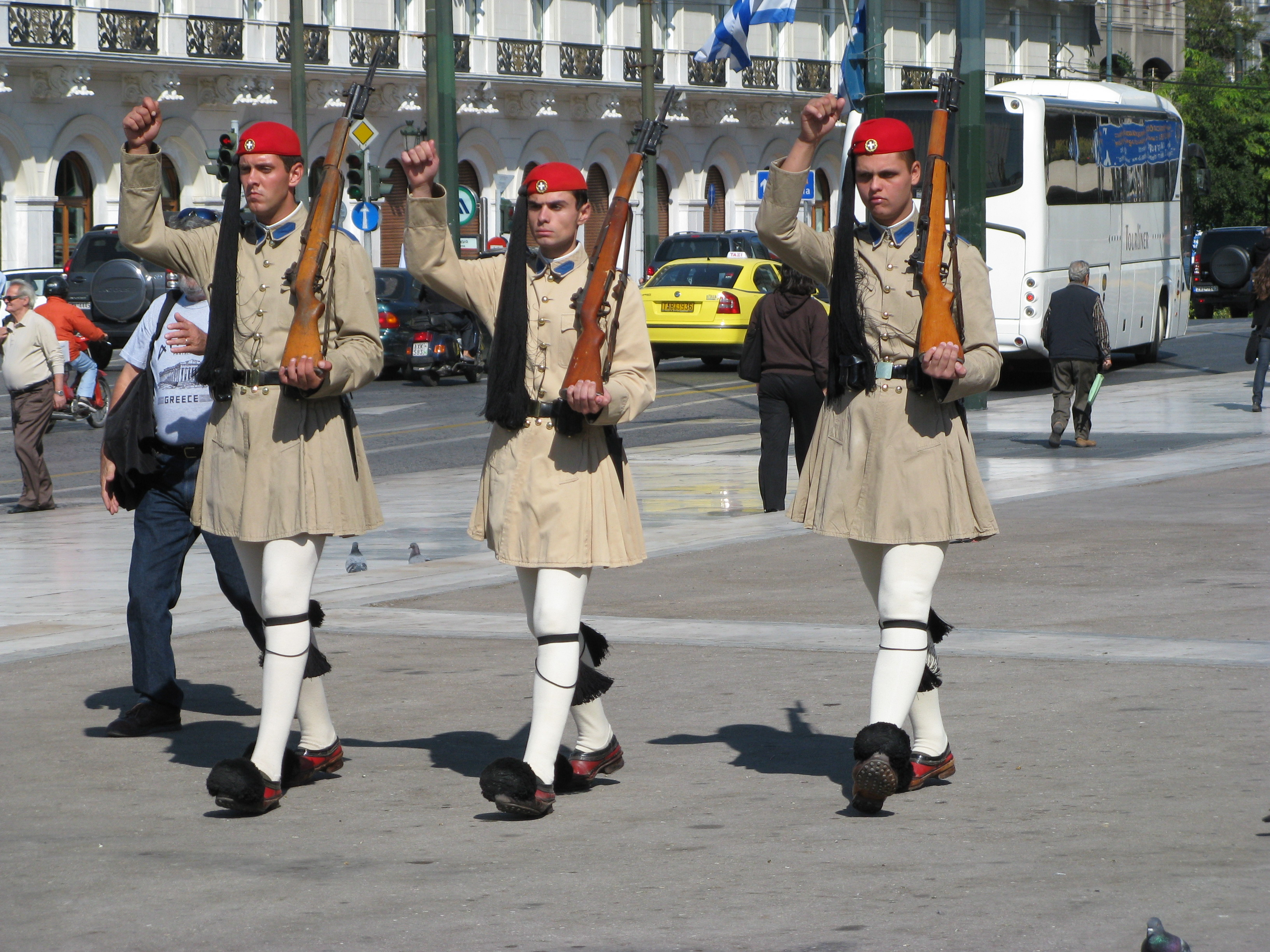
La Guardia Presidenziale greca armata di Garand M1 di fronte al Parlamento.

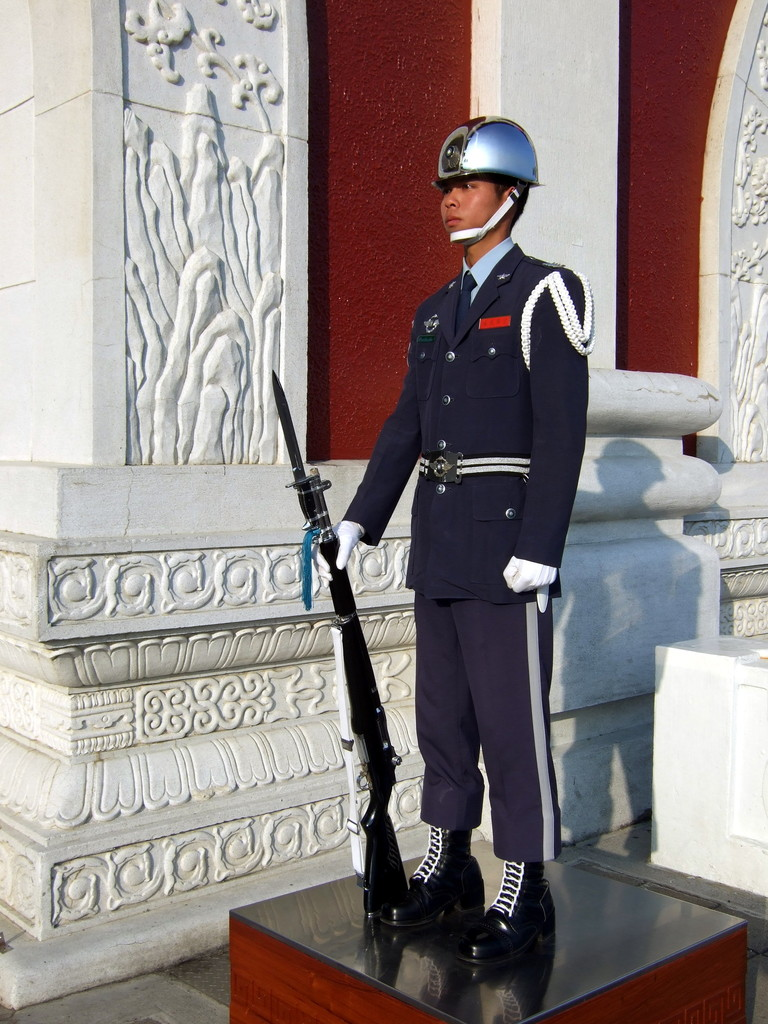
Una Guardia della Repubblica di Cina con un M1.

- Argentina: ricevette circa 30.000 fucili fino al 1964. Alcuni di questi vennero convertiti per accettare i caricatori dei BM59 negli anni '60[53].
- Brasile: ricevette un buon numero di fucili M1 nei primi anni '50. Alcuni vennero ricamerati per il 7,62 mm NATO e modificati accettare i caricatori dell'FN FAL[53].
- Cambogia[54]
- Canada: un piccolo numero (sconosciuta la quantità esatta) di M1 e M1C (equipaggiati con visori notturni) e M1D furono ceduti al Canada. Erano abbastanza per equipaggiare diverse brigate durante la Seconda guerra mondiale e la Royal Canadian Air Force usò il fucile negli anni '50[55].
- Cuba[56]
- Danimarca: ricevette 69.810 fucili M1 (designati Gevær m/50) fino al 1964. Alcuni furono convertiti al 7,62 mm NATO[57]. Altri 20.000 esemplari furono acquistati dall'Italia[58]. L'arma non è più in servizio.
- Impero d'Etiopia: ricevette 20.700 fucili negli anni '60[57].
- Francia: usato dalla Legione Straniera e dall'Esercito della Francia Libera[59][60]. Ricevette inoltre 232.500 fucili dall'America tra il 1950 e il 1964[57].
- Germania Ovest: ricevette 46.750 fucili M1 fino al 1965[57].
- Grecia: ricevette 186.090 fucili M1 e 1.880 fucili di precisione M1C/M1D fino al 1975[57]. Le armi sono ancora in uso presso la Guardia presidenziale.
- Indonesia: ricevette tra i 55.000 e i 78.000 fucili (alcuni provenienti dall'Italia) più un minimo numero di M1C fino al 1971[53].
- Iran: ricevette 165.490 fucili fino al 1964[57].
- Israele: ricevette fino a 60.000 fucili fino al 1975[57].
- Italia: in uso presso l'esercito dal 1945. La Beretta produsse su licenza 100.000 fucili dal 1950 fino all'adozione del BM59 nel 1959[58]. Lo stato ricevette anche 232.000 fucili dagli Stati Uniti tra il 1950 e il 1970[53].
- Giappone: in dotazione Polizia di Riserva Nazionale. Ancora in uso presso il JSDF come arma cerimoniale[61].
- Giordania: ricevette un numero di fucili stimato in 25.000-30.000 unità fino al 1974[57].
- Corea del Sud: ricevette 296.450 fucili tra il 1950 e il 1974[57]. Attualmente, la maggior parte degli m1 sono stati distrutti o rivenduti agli Stati Uniti per uso civile. Solo pochi esemplari rimangono in uso per le cerimonie nazionali.
- Laos: ricevette 36.270 fucili tra il 1950 e il 1975[57].
- Liberia[62]
- Norvegia: ricevette 72.800 fucili fino al 1964[57]. L'arma è ancora in uso presso la Hans Majestet Kongens Garde.
- Pakistan: ricevette 150.000 fucili fino al 1975[57].
- Panama[63]
- Paraguay: ricevette 30.750 fucili fino al 1975[57].
- Filippine: ricevette 34.300 fucili M1 e 2.630 M1D dal 1950 al 1975. Ritirato dal servizio attivo nel Philippine Marine Corp è ancora in uso presso le unità del CAFGU[64][65][66].
- Arabia Saudita: ricevette 34.530 fucili fino al 1975[57].
- Vietnam del Sud: ricevette 220.300 fucili M1 e 520 M1C/M1D dal 1950 al 1975[57].
- Thailandia: ricevette circa 40.000 fucili fino al 1965[57].
- Turchia: ricevette 312.430 fucili tra il 1953 e il 1970[57], videro azione nella Guerra di Corea[67]  e durante l'invasione di Cipro del 1974[68][69].
- Stati Uniti: fucile in dotazione standard dal 1936 al 1957[70]. Ancora in uso durante le cerimonie nazionali.
- Uruguay[63]
- Venezuela: ricevette 55.670 fucili fino al 1975[57].